# NASCAR Grand National Series 1966
De NASCAR Grand National Series 1966 was het 18e seizoen van het belangrijkste NASCAR kampioenschap dat in de Verenigde Staten gehouden wordt. Het seizoen startte op 14 november 1965 met de Georgia Cracker 300 en eindigde op 30 oktober 1966 met de American 500. David Pearson won het kampioenschap.

## Races
Top drie resultaten.
| '  | Datum  | Race                       | Circuit                         | Winnaar          | Tweede          | Derde           |
| 1  | 14-nov | Georgia Cracker 300        | Augusta Speedway1               | Richard Petty    | Bobby Isaac     | Ned Jarrett     |
| 2  | 23-jan | Motor Trend 500            | Riverside International Raceway | Dan Gurney       | David Pearson   | Paul Goldsmith  |
| 3  | 25-feb | Daytona 500 Qualifier #1   | Daytona International Speedway  | Paul Goldsmith   | Richard Petty   | Don White       |
| 4  | 25-feb | Daytona 500 Qualifier #2   | Daytona International Speedway  | Earl Balmer      | Jim Hurtubise   | Dick Hutcherson |
| 5  | 27-feb | Daytona 500                | Daytona International Speedway  | Richard Petty    | Cale Yarborough | David Pearson   |
| 6  | 13-mrt | Peach Blossom 500          | North Carolina Speedway         | Paul Goldsmith   | Cale Yarborough | Bobby Allison   |
| 7  | 20-mrt | Southeastern 400           | Bristol Motor Speedway          | Dick Hutcherson  | Paul Lewis      | James Hylton    |
| 8  | 27-mrt | Atlanta 500                | Atlanta Motor Speedway          | Jim Hurtubise    | Fred Lorenzen   | Dick Hutcherson |
| 9  | 3-apr  | Hickory 250                | Hickory Motor Speedway          | David Pearson    | Curtis Turner   | Bobby Isaac     |
| 10 | 7-apr  | Columbia 200               | Columbia Speedway               | David Pearson    | Paul Goldsmith  | Tom Pistone     |
| 11 | 9-apr  | Greenville 200             | Greenville-Pickens Speedway     | David Pearson    | Richard Petty   | Tiny Lund       |
| 12 | 11-apr | Race 12                    | Bowman Gray Stadium             | David Pearson    | Tom Pistone     | Richard Petty   |
| 13 | 17-apr | Gwyn Staley 400            | North Wilkesboro Speedway       | Jim Paschal      | G.C. Spencer    | David Pearson   |
| 14 | 24-apr | Virginia 500               | Martinsville Speedway           | Jim Paschal      | Paul Goldsmith  | Richard Petty   |
| 15 | 30-apr | Rebel 400                  | Darlington Raceway              | Richard Petty    | Paul Goldsmith  | David Pearson   |
| 16 | 7-mei  | Tidewater 250              | Langley Field Speedway          | Richard Petty    | James Hylton    | Neil Castles    |
| 17 | 10-mei | Speedy Morelock 200        | Middle Georgia Raceway          | Richard Petty    | Tom Pistone     | Bobby Allison   |
| 18 | 13-mei | Independent 250            | Starlite Speedway2              | Darel Dieringer  | Clyde Lynn      | Wendell Scott   |
| 19 | 15-mei | Richmond 250               | Richmond International Raceway  | David Pearson    | Richard Petty   | J.T. Putney     |
| 20 | 22-mei | World 600                  | Charlotte Motor Speedway        | Marvin Panch     | G.C. Spencer    | Don White       |
| 21 | 29-mei | Race 21                    | Dog Track Speedway3             | David Pearson    | Tiny Lund       | James Hylton    |
| 22 | 2-jun  | Asheville 300              | New Asheville Speedway          | David Pearson    | J.T. Putney     | John Sears      |
| 23 | 4-jun  | Race 23                    | Piedmont Interstate Fairgrounds | Elmo Langley     | Neil Castles    | Doug Cooper     |
| 24 | 9-jun  | East Tennessee 200         | Smoky Mountain Raceway          | David Pearson    | Buck Baker      | Paul Lewis      |
| 25 | 12-jun | Fireball 300               | Asheville-Weaverville Speedway  | Richard Petty    | David Pearson   | Paul Lewis      |
| 26 | 15-jun | Beltsville 200             | Beltsville Speedway             | Tiny Lund        | James Hylton    | Hank Thomas     |
| 27 | 25-jun | Pickens 200                | Greenville-Pickens Speedway     | David Pearson    | Tom Pistone     | Elmo Langley    |
| 28 | 4-jul  | Firecracker 400            | Daytona International Speedway  | Sam McQuagg      | Darel Dieringer | Jim Paschal     |
| 29 | 7-jul  | Race 29                    | Old Dominion Speedway4          | Elmo Langley     | John Sears      | James Hylton    |
| 30 | 10-jul | Race 30                    | Bridgehampton Raceway5          | David Pearson    | James Hylton    | Marvin Panch    |
| 31 | 12-jul | Race 31                    | Oxford Plains Speedway6         | Bobby Allison    | Tiny Lund       | Richard Petty   |
| 32 | 14-jul | Race 32                    | Fonda Speedway7                 | David Pearson    | Richard Petty   | Rene Charland   |
| 33 | 16-jul | Race 33                    | Islip Speedway                  | Bobby Allison    | James Hylton    | Ned Jarrett     |
| 34 | 24-jul | Volunteer 500              | Bristol Motor Speedway          | Paul Goldsmith   | Richard Petty   | David Pearson   |
| 35 | 28-jul | Smokey Mountain 200        | Smoky Mountain Raceway          | Paul Lewis       | David Pearson   | J.T. Putney     |
| 36 | 30-jul | Nashville 400              | Music City Motorplex            | Richard Petty    | Buck Baker      | Bobby Allison   |
| 37 | 7-aug  | Dixie 400                  | Atlanta Motor Speedway          | Richard Petty    | Buddy Baker     | Sam McQuagg     |
| 38 | 18-aug | Sandlapper 200             | Columbia Speedway               | David Pearson    | Richard Petty   | Curtis Turner   |
| 39 | 21-aug | Western North Carolina 500 | Asheville-Weaverville Speedway  | Darel Dieringer  | G.C. Spencer    | James Hylton    |
| 40 | 24-aug | Maryland 200               | Beltsville Speedway             | Bobby Allison    | Elmo Langley    | James Hylton    |
| 41 | 27-aug | Myers Brothers 250         | Bowman Gray Stadium             | David Pearson    | Richard Petty   | James Hylton    |
| 42 | 5-sep  | Southern 500               | Darlington Raceway              | Darel Dieringer  | Richard Petty   | David Pearson   |
| 43 | 9-sep  | Buddy Shuman 250           | Hickory Motor Speedway          | David Pearson    | Richard Petty   | Paul Lewis      |
| 44 | 11-sep | Capital City 300           | Richmond International Raceway  | David Pearson    | Buck Baker      | Paul Lewis      |
| 45 | 18-sep | Joe Weatherly 150          | Occoneechee Speedway            | Dick Hutcherson  | David Pearson   | Paul Lewis      |
| 46 | 25-sep | Old Dominion 500           | Martinsville Speedway           | Fred Lorenzen    | Darel Dieringer | Bobby Allison   |
| 47 | 2-okt  | Wilkes 400                 | North Wilkesboro Speedway       | Dick Hutcherson  | David Pearson   | Paul Lewis      |
| 48 | 16-okt | National 500               | Charlotte Motor Speedway        | LeeRoy Yarbrough | Darel Dieringer | Paul Goldsmith  |
| 49 | 30-okt | American 500               | North Carolina Speedway         | Fred Lorenzen    | Don White       | Ned Jarrett     |

- 1 Er werden tussen 1962 en 1969 twaalf races gehouden in Augusta op de Augusta Speedway.
- 2 Er werd in 1966 eenmalig een race gehouden in Monroe op de Starlite Speedway.
- 3 Er werden tussen 1962 en 1966 zeven races gehouden in Currituck County op de Dog Track Speedway.
- 4 Er werden tussen 1958 en 1966 zeven races gehouden in Manassas op de Old Dominion Speedway.
- 5 Er werden tussen 1958 en 1966 vier races gehouden in Bridgehampton op de Bridgehampton Raceway.
- 6 Tussen 1966 en 1968 werden er drie races gehouden in Oxford, Maine op de Oxford Plains Speedway.
- 7 Er werd tussen 1955 en 1968 vier races gehouden in Fonda, Montgomery County op de Fonda Speedway.

## Eindstand - Top 10
| 1  | David Pearson  | 35638 |
| 2  | James Hylton   | 33688 |
| 3  | Richard Petty  | 22952 |
| 4  | Henley Gray    | 22468 |
| 5  | Paul Goldsmith | 22078 |
| 6  | Wendell Scott  | 21702 |
| 7  | John Sears     | 21432 |
| 8  | J.T. Putney    | 21208 |
| 9  | Neil Castles   | 20446 |
| 10 | Bobby Allison  | 19910 |